# جگان (قلعه گنج)
جگان (قلعه گنج)، روستایی از توابع بخش چاه دادخدا شهرستان قلعه‌گنج در استان کرمان ایران است.
این روستا جنوبی ترین نقطه استان کرمان از لحاظ مختصات جغرافیایی و مسکونی بودن است.

## جمعیت
این روستا در دهستان رمشک قرار دارد و براساس سرشماری مرکز آمار ایران در سال ۱۳۸۵، جمعیت آن ۳۵ نفر (۷خانوار) بوده‌است.